# 롯카엔
롯카엔(일본어: 六華苑)은 미에현 구와나시에 있는 모로토 세이로쿠(諸戸清六)의 옛 사저 일대의 명칭이다. 일본의 중요문화재로 지정되어 있다.

## 개요
일본의 실업가 2대 모로토 세이로쿠의 신거로 1911년(메이지 44년)에 착공, 1913년(다이쇼 2년)에 준공된 저택이다. 양옥 및 일본 전통 가옥, 창고 수 수채를 비롯한 건조물과 지센카이유 식(池泉回遊式) 일본 정원을 포함하며, 총 면적은 18,000평방미터에 달한다.
미에 현 구와나 시의 부잣집으로 '일본의 산림왕'(日本一の山林王)으로 일본 국내에 알려지기도 한 모로토 가문은 이 저택 외에 구와나 시내에 별채를 세워 그쪽으로 생활 거점을 옮겨, 2차대전 후에는 모로토 가 관련 회사의 사무소로 사용되었으며, 1990년 건물 일대를 구와나 시에 기증하였다. 다음해에 택지는 시에 매각되어 시 지정 문화재가 되었다. 수복 정비 공사를 마친 후 1993년부터 일반 공개가 되었다. 1997년 일본의 중요문화재로, 2001년 일본의 명승지로 지정되었다.

## 건물

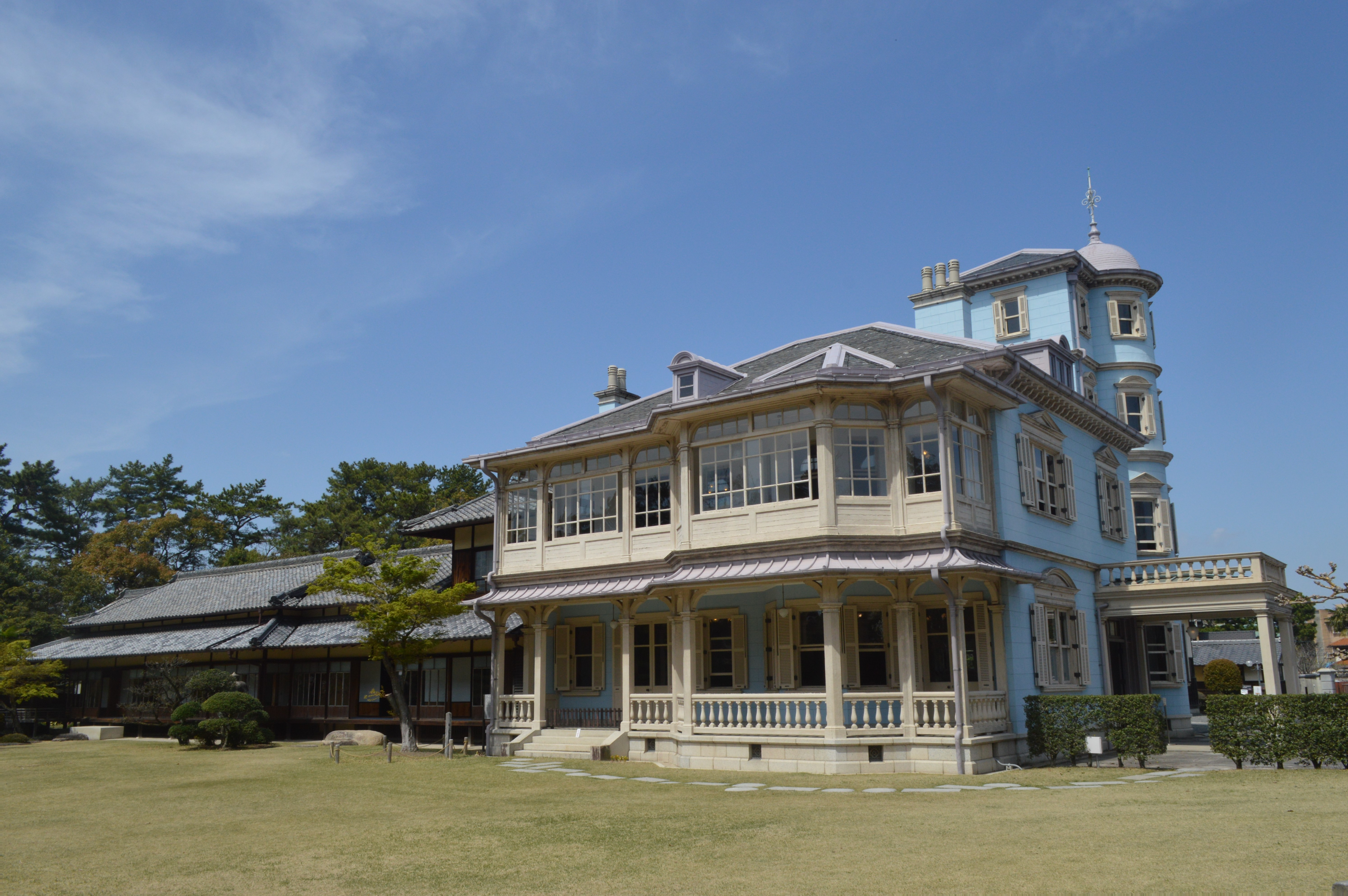
롯카엔 양옥

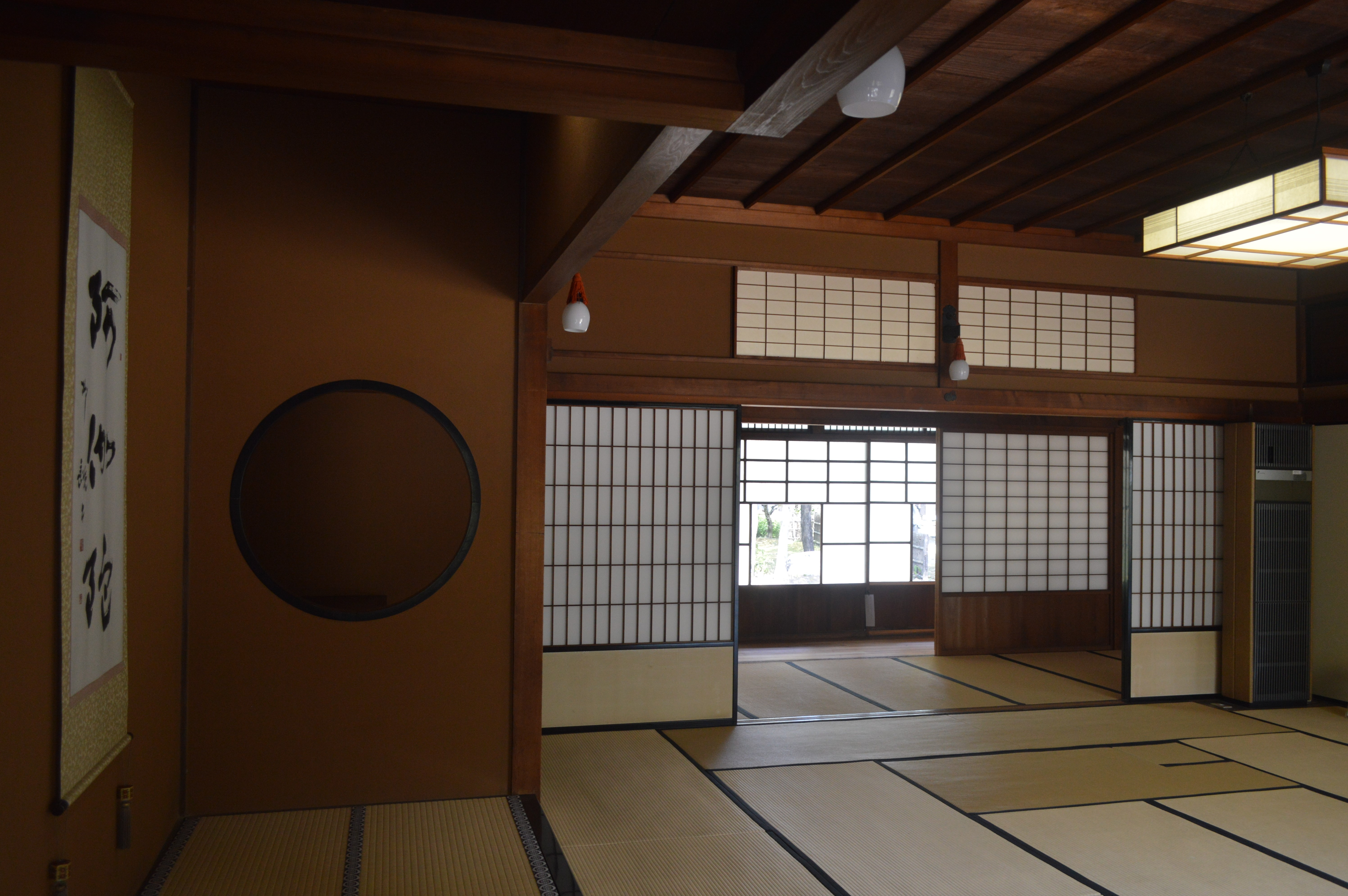
롯카엔 일본식 가옥 부분

양옥 건물은 영국의 건축가 조시아 콘도르가 설계한 목조2층 건물로, 빅토리아 시대 주택 양식을 기조로 하고 있다. 일본식 가옥 쪽은 모로토 가문의 집을 전담해온 이토 마쓰지로(伊藤末次郎)가 지었으며 목조 히라야(木造平屋) 형식, 일부 2층으로 되어 있다.
참고로 콘도르가 설계한 건물 중 현존하는 것들은 대부분 도쿄 지역에 집중되어 있어, 지방에 콘도르의 설계 건물이 남아 있는 경우는 구와나 시의 롯카엔이 유일하다.
1대 모로토 세이로쿠는 세이난 전쟁 당시 병량을 보내는 일을 하면서, 당시 오쿠마 시게노부 등의 정계요인과 알게 되었으며, 미쓰비시 재벌을 창시한 이와사키 가문과 교류가 있어, 미쓰비시의 고문을 맡고 있었던 콘도르가 2대 모로토 세이로쿠의 요청을 받은 것이 그 배경으로 짐작된다.

## 정원
주정원은 건물의 남향에 위치하며, 잔디 광장과 연못을 중심으로 한 일본 정원으로, 계곡 및 폭포 및 고목의 모뉴먼트 등이 배치되어 있다. 건설되었을 당시에는 정원의 동쪽의 수원 근처에 콘도르의 설계로 중앙에 분수를 배치한 장미의 서양식 원형 화단이 있었으나, 다이쇼 말기에서 쇼와 초기의 개축 때에 철거되었다. 당시에는 연못의 물이 근처의 강(이비가와(揖斐川))에 연결되어 있어, 강의 간만의 변화에 따라 연못의 수위 또한 변하도록 되어 있었다.

## 문화재 지정 이력
- 1991년 - 구와나 시 지정 문화재
- 1996년 - 미에 현 지정 문화재
- 1997년 - 일본의 중요문화재로 등록(명칭: '옛 모로토 가 주택 2동'(旧諸戸家住宅 2棟))
- 2001년 - 정원 부분이 일본의 명승지로 지정

## 위치
- 미에현 구와나시 구와나 다카바(鷹場) 663-5

### 교통
- 도메이한 자동차도로 - 구와나 인터체인지에서 15분
- JR 도카이 간사이 본선 및 긴테쓰 나고야 선 - 구와나 역

## 참고 문헌
- 『桑名市指定文化財旧諸戸清六邸(六華苑)整備工事報告書』（桑名市・桑名市教育委員会　1995년）
- 『六華苑 The Memory of Josiah Conder』（桑名市教育委員会 2001년）
- 『六華苑・西諸戸邸　保存・管理・活用基本計画策定報告書』（文化財保存委員会編、桑名市教育委員会　2002년）
- 路上観察学会『路上観察華の東海道五十三次』文藝春秋

## 관련 상품
- 모로토가 정원(諸戸氏庭園) - 롯카엔에 인접한 1대 모로토 세이로쿠의 거처
- Spy Sorge - 2003년 개봉된 일본 영화 - 촬영지로 사용되었다.
- 인간 실격 - 2010년판 영화 - 촬영지로 사용되었다.
- 마이니치 신문사가 주최한 헤리테이징 100선(ヘリテージング100選)에 롯카엔이 뽑혔다.
- 불야성 - 2016년 방송된 한국 드라마. 촬영지로 사용되었다.
- 아가씨 - 2016년 개봉한 한국 영화로, 촬영지로 사용되었다.